# Gaspar Fernández de Bobadilla
Gaspar Fernández de Bobadilla y Montenegro (*La Rioja, España 1785-España, después de 1825) Fue un militar español, participó en la guerra contra el francés y la guerras de independencia de Chile y el Perú.

## Guerra de independencia española
Nacido en el seno de una familia noble, inició su carrera militar en 1805 en la aristocrática Guardia de corps, producido el levantamiento del 2 de mayo de 1808 huyó de Madrid para unirse a las Guardias de Andalucía al comienzo de la guerra contra las tropas de Napoleón, en junio de ese año es ascendido a teniente de caballería participando en la Batalla de Bailén, luego de la cual se incorporó al regimiento de Farnesio uniéndose a las guerrillas que operaban contra el ejército de ocupación francés, durante este periodo fue herido dos veces en combate siendo ascendido a capitán poco antes de la Batalla de Almonacid, para luego combatir en diversas acciones hasta la Batalla de Ocaña, donde el ejército español sufrió una seria derrota, siendo tomado prisionero durante la misma. Logró, sin embargo, fugarse y unirse al ejército acantonado en Murcia, donde se le confió el mando de una guerrilla montada, obteniendo un reconocimiento por su valor en el ataque a la Villa de Galera donde sorprendió a un escuadrón de la caballería polaca al servicio de Napoleón tomándole 33 prisioneros y "dando muerte por sus manos al comandante francés" en combate singular según señala el parte oficial. Al finalizar la guerra contra los franceses es ascendido a teniente coronel en mayo de 1815  y condecorado por sus servicios con la Real Orden de San Fernando en enero de 1818.

## En América
Habiendo solicitado pasar a América en la primera ocasión que se enviase caballería es nombrado comandante del regimiento de Cazadores-Dragones destinado a reforzar el ejército realista acantonado en Lima que se encontraba próximo a operar en la capitanía general de Chile. Sin embargo cuando la expedición española arribó a su destino el ejército libertador del general José de San Martín ya había derrotado a su contraparte realista en los llanos de Maipú siendo que la mitad de los transportes españoles fueron capturados por la escuadra patriota pudiendo desembarcar únicamente algunos restos de la expedición en Talcahuano entre los que se encontraba el regimiento de Bobadilla quien actuó durante la Segunda campaña al sur de Chile que dirigieron los ejércitos patriotas contra los últimos reductos realistas en la región. Tras participar en diversos combates de la campaña en marzo de 1822 pasa al Perú para solicitar auxilios para la plaza de Chiloé siendo portador de los mismos en octubre de ese año para luego embarcarse con su regimiento con destino al Perú donde arriba en marzo de 1823, teniendo ocasión de servir en la Segunda Campaña de Intermedios dirigida por el general independentista Andrés de Santa Cruz, incorporándose al ejército realista del Sur al mando del general Gerónimo Valdés y participando en la Batalla de Zepita y las acciones de Sicasica y Ayo Ayo. En 1824 se incorpora al estado mayor del Ejército del Norte al mando del general José de Canterac combatiendo en la Batalla de Junín y finalmente en la de  Ayacucho tras la cual capituló junto al resto del ejército real. El general inglés Guillermo Miller le recordaría en sus memorias como "un hombre alegre, sumamente entretenido y de facha muy militar".

## Retorno a España
Junto a otros oficiales realistas se embarcó en el puerto arequipeño de Quilca con destino a Burdeos el 25 de enero de 1825, de donde pasó a España desempeñando algunas funciones públicas hasta ser nombrado gobernador de Orihuela en 1835. Fue condecorado con la Cruz de San Hermenegildo y Orden Americana Isabel La Católica.